# Tom Rob Smith
Tom Rob Smith (Londen, 1979) is een Brits schrijver, die in 2008 debuteerde met zijn literaire thriller Kind 44, dat aan 27 internationale uitgeverijen is verkocht. Uitgeverij Ambo/Anthos bracht het boek eind maart 2008 uit voor het Nederlands taalgebied.

## Biografie
Smith is de zoon van een Zweedse moeder en Engelse vader en studeerde Engelse literatuur op het St John's College van de Universiteit van Cambridge. Vervolgens schreef hij scripts voor film en televisie.
Kind 44, in Engeland uitgegeven onder de titel Child 44, is het eerste boek van een geplande trilogie: Smith heeft het tweede en derde deel inmiddels ook uitgebracht. Alle drie de boeken zijn al in het Nederlands vertaald.
Het verhaal van Kind 44 speelt zich af in 1953, de periode waarin Jozef Stalin de leider was van Rusland. Het boek is gebaseerd op het waargebeurde verhaal van de Russisch/Oekraïense seriemoordenaar Andrei Chikatilo. In 2009 kwam Smith met een vervolg op Kind 44, Kolyma. Dit verhaal gaat verder met Leo Demidov. Het verhaal speelt zich voor een groot deel in Moskou af en beschrijft de situatie zoals deze werd toen Chroesjtsjov de leider van de Sovjet Unie werd en erkende dat er in de tijd van Stalin fouten waren gemaakt. Leo Demidov, die als KGB-agent had gewerkt en nu een eigen zaak is begonnen, wordt al snel met het verleden geconfronteerd, waarin hij mensen heeft gemarteld en gedood.
In 2015 schreef hij voor de BBC de vijfdelige miniserie London Spy.

## Filmografie
- Doctors, televisieserie (2 afleveringen, 2003-2004)
- London Spy, televisieserie (2015)

## Prijzen
- 2009 - Best first novel van International Thriller Writers voor Kind 44